# Gymnicher Ritt
Der Gymnicher Ritt ist eine überregional bekannte Reiterprozession, die jährlich am Fest Christi Himmelfahrt stattfindet und durch den Ort Gymnich sowie um die Gemarkung des Ortes führt.

## Geschichte

### Ursprünge
Die Entstehung des Rittes ist nicht schriftlich dokumentiert.
Im 19. Jahrhundert wurde in der mündlichen Überlieferung als Stifter des Rittes ein „Graf von Gymnich“ genannt, der auf dem Ersten Kreuzzug mit seinem Pferd im Morast versank und Gott als Dank für seine Rettung einen jährlichen Ritt durch die Gemarkung seiner Herrschaft gelobte.
In der heimatkundlichen Literatur wird das Gelöbnis als Sage bezeichnet. Es gibt zwei Versionen über die Stiftung des Rittes. Zum einen wird sie auf das Gelöbnis Johanns II. von Gymnich zurückgeführt, der bei der Verfolgung der Türken in große Gefahr geraten sein sollte, zum andern auf das Gelöbnis des Ritters Arnold von Gimmenich, dessen Teilnahme am Kreuzzug von Damiette urkundlich belegt ist.
Historiker sehen die Ursprünge des Rittes in Flurprozessionen, die seit dem Mittelalter in der katholischen Kirche als Bittprozessionen um Segen für die Feldfrüchte überliefert sind. Sie fanden an drei Tagen vor Christi Himmelfahrt statt. Ferner fand am Hagelfeiertag im Mai die Hagelprozession statt, an manchen Orten auch zu Pferd wie aus Buer bekannt ist.
Neben diesen Prozessionen beeinflussten die in den Gemeinden durchgeführten Grenzbegehungen zur Bestätigung der Gemeindegrenzen und der Zehntgrenzen sowie der Herrschaftsbereiche, oft in Weistümern überliefert, den Ritt. An den Grenzbegehung, Beleitgang oder Limitengang genannten Umgängen waren sowohl die Gemeinde als auch die Nachbargemeinden beteiligt.
Eine solche Begehung der Grenzen seines Herrschaftsbereiches ließ Johann II. von Gymnich 1448 durchführen und notariell bestätigen.
Eine Grenzbegehung, bei der die Zehntgrenzen der Zehntherren bestätigt wurden, wird in der Kellnerei-Rechnung des Siegburger Hofes aus dem Jahre 1534 aufgeführt, als der Abt von Siegburg mit dem Propst von St. Gereon und mit den Herren von St. Aposteln „Geleit“ hielt (als der Abt „in dem veldt uff dem geleyt was“).

### Gymnicher Ritt bis 1925
Es ist davon auszugehen, dass sich in Gymnich ein eigenes Brauchtum entwickelte und ein Flurumgang oder -umritt außerhalb der kirchlichen Bittprozessionen in Anlehnung an die Beleitgänge durchgeführt wurde, die seit Ende des 17. Jahrhunderts nicht mehr in der alten Form stattfanden. Weder in den erzbischöflichen Visitationsprotokollen noch in den Kirchenrechnungen der Kirche St. Kunibert gibt es einen Hinweis auf den Ritt, da nur die kirchlichen Prozessionen genannt wurden.
Der erste Hinweis auf den Ritt findet sich 1809 in einem Erlass aus napoléonischer Zeit den Kult betreffend. Er erlaubte das Mitführen von Pferden bei Prozessionen, doch gab es in den folgenden Jahrzehnten keine kirchliche Einbindung des Rittes. Er war von kirchlicher Seite unerwünscht, da die Beteiligten wegen des Rittes ihre Sonntagspflicht, den Besuch der Messe, versäumten.
Den mehrmals wiederholten Bitten der Pfarrer um Einbindung des Rittes in den Gottesdienst, wurde vom Generalvikariat in Köln nicht entsprochen. Erst 1873 erlaubte der Erzbischof dem Pfarrer die Verlegung des Messbeginns am Christi Himmelfahrtstag, so dass die Gläubigen trotz Teilnahme an der Prozession die Messe besuchen konnten. Während des Kulturkampfes erteilte der in Maastricht im Exil lebende Erzbischof Paulus Melchers im Jahre 1885 die Erlaubnis, dass die Prozession nach dem Hochamt von der Kirche ausgehe und von den Geistlichen eine Strecke begleitet werde.
Die Bezeichnung „Gymnicher Ritt“ taucht erstmals auf einer Souvenirkarte von 1900 auf. Vorher hieß es „Reitende Prozession am Himmelfahrtstag“.

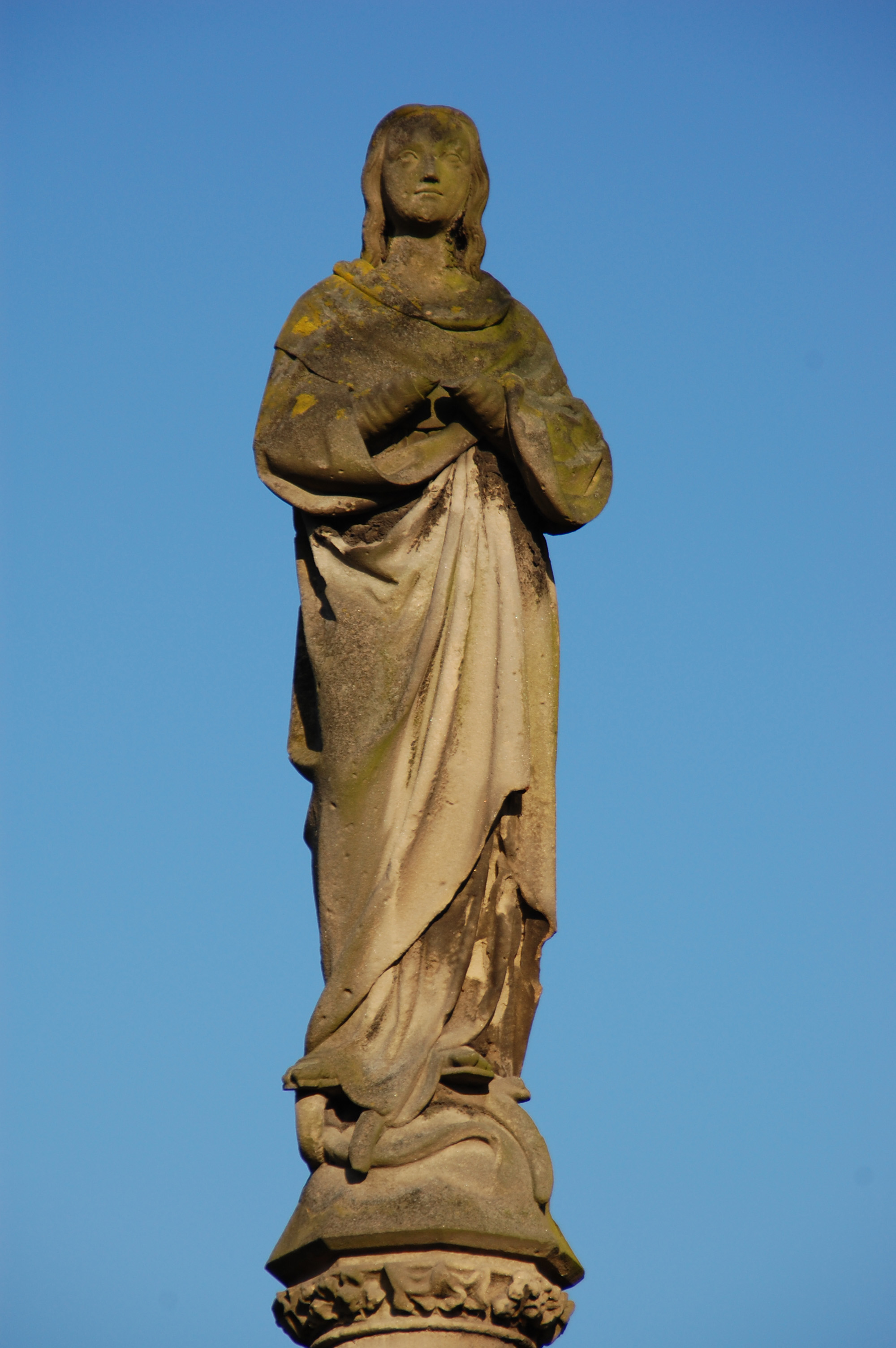
Mariensäule von 1856

Der religiöse Teil begann am Morgen mit einer Heiligen Messe. Danach folgte eine dreieinhalbstündige Prozession um die Gemarkung Gymnichs, an der Fußpilger, Reiter und Pilger in Planwagen teilnahmen.
Am Ende der Prozession wurden die Pilger am Ortsrand von den ortsansässigen Musik- und Schützenvereinen abgeholt und zum Rittplatz begleitet, um eine gemeinsame Messe zu feiern und den sakramentalen Segen zu empfangen. Die Segnung der Pferde geschah vor dem Einzug in das Dorf an der Mariensäule. Wenn der religiöse Teil vorbei war, folgte das Volksfest, die Kirmes.

### Neugestaltung des Rittes durch Vikar Weissenfeld
1925 wurde der Ritt unter Vikar Joseph Weissenfeld (Vikar von 1910 bis 1936) neu gestaltet. Er gab dem Ritt eine neue Tradition, die er fest mit dem Gelöbnis des Aachener Schultheißen Arnold von Gimmenich († 1238) verband. Er überlieferte sogar Arnolds Schwur, der heute noch bei vielen Beschreibungen des Gymnicher Rittes zitiert wird. Der Kreuzritter, dessen Wohnsitz er nach Gymnich verlegte, war für ihn die geeignete Persönlichkeit, auf die er die Stiftung des Rittes im Jahre 1225 und die Festlichkeiten zu seiner 700 Jahr Feier im Jahre 1925 zurückführen konnte.
Bei der Neuorganisation des Gymnicher Rittes lehnte er ihn an die in Süddeutschland an vielen Orten üblichen Reiterprozessionen an. Durch die Beteiligung hoher Würdenträger wurde der Ritt überregional bekannt. Die Einbindung der gräflichen Familie und das Zeremoniell auf dem Schlosshof mit der Übergabe der Schlossstandarte und des Kreuzpartikels, die Johann II. von seiner Pilgerfahrt nach Jerusalem mitgebracht haben soll, gaben dem Ritt eine besondere Bedeutung.
Nachdem der Schlossbesitzer der Kirchengemeinde einen Teil seines Gemüsegartens verkauft hatte, konnte 1926 ein größerer und stabilerer Altar an der „gräflichen Gartenmauer“ errichtet werden. Dort wurde der Schluss-Segen erteilt und der bisherige Segen an der Kirchentür entfiel. Nach dem Erwerb eines Grundstücks für einen Festplatz und dem Bau einer hohen Mauer wurden im Laufe der Jahre mehrere Male neue Altäre errichtet.

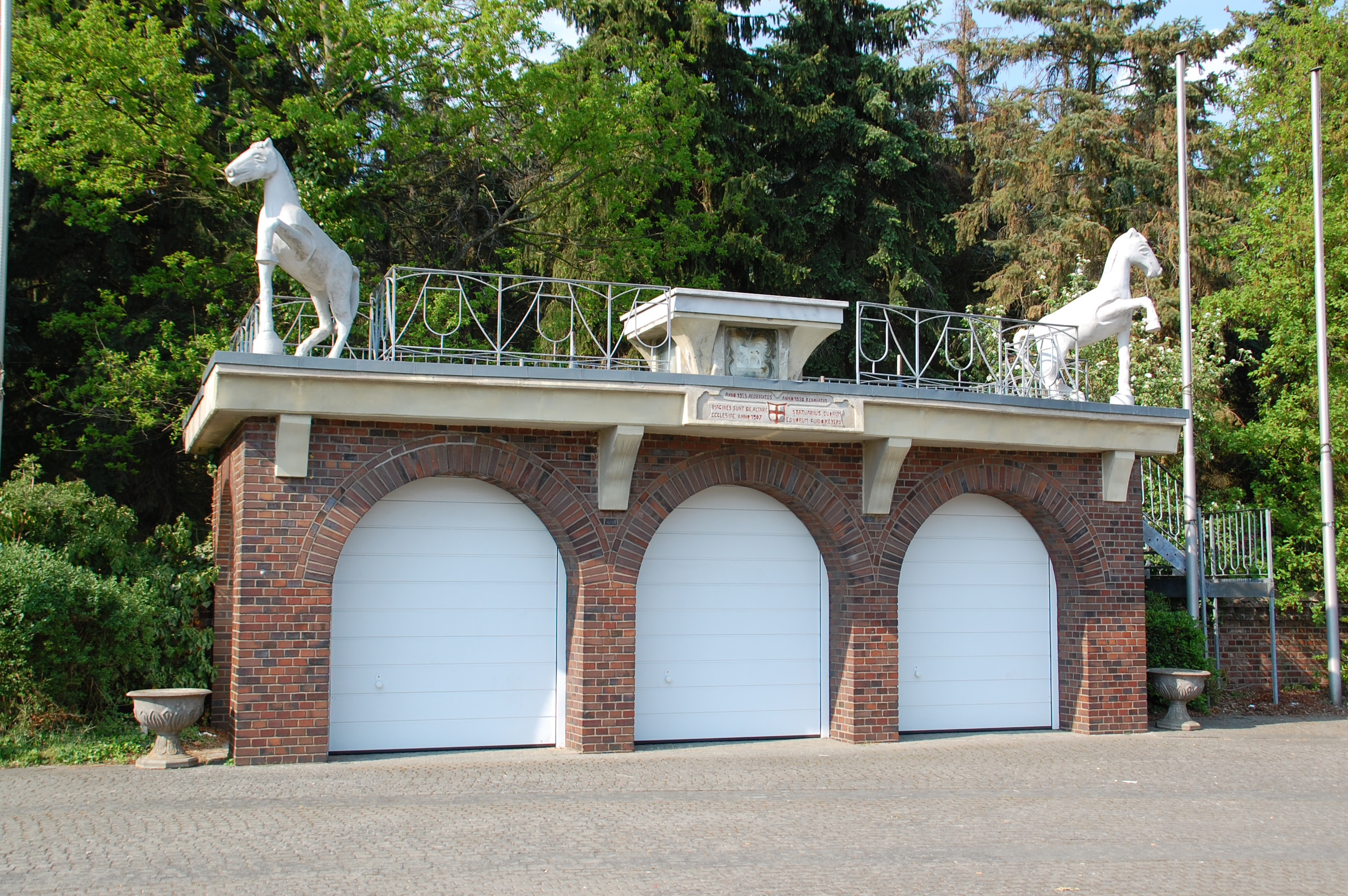
Ritt-Altar in Gymnich

Der heutige Ritt-Altar ist ein steinerner Altar aus dem Jahre 1953. Er wurde 1982 renoviert und erweitert, die zwei Pferdefiguren schuf Pastor Jan Keyers.
Die 1933 neu eingeführte Messe im Freien, die Reitermesse, ist mit einer Unterbrechung durch ein Prozessionsverbot im Zweiten Weltkrieg bis heute üblich.
Vikar Weissenfeld arbeitete an der festlicheren Gestaltung der Fußprozession und des Rittes durch Fahnen, von ihm entworfenen Standarten, Kleidung, Pilgerfähnchen und der Ausschmückung des Ritt-Altares. Er schrieb und komponierte auch ein Gymnicher Wallfahrtslied, das seit 1949 gesungen wird. Ein Kirchenfenster in St. Kunibert aus dem Jahre 1953 stellt den Ritt nach der bekannten Version Weissenfelds dar.
Seit 1934 liegt die Prozession in der Hand des Pfarrers und des Kirchenvorstandes, der die Organisation und die sich daraus ergebenden Aufgaben und Verpflichtungen des Rittes übernahm, der nach dem Willen der Veranstalter eine Gebetprozession bleiben soll.

## Gymnicher Ritt in heutiger Zeit
Nach dem Verkauf des Schlosses im Jahre 1990 entfiel die Verbindung des Rittes mit den adeligen Schlossherren. Das Schloss hatte für den Ritt nicht mehr die Bedeutung wie noch in den 1960er Jahren, als Schlossstandarte und Kreuzpartikel auf dem Schlosshof an die Schützen übergeben wurden. Schlossstandarte und Kreuzpartikel sind Privatbesitz des Barons von Holzschuher als Erbe der Herren von Gymnich und ihrer Nachfolger und nicht an das Schloss gebunden. Die Kreuzpartikel, die früher in der Schlosskapelle aufbewahrt wurde, wird nach einem 1970 zwischen Baron von Holzschuher und dem Kölner Generalvikariat geschlossenen Vertrag in der Schatzkammer des Kölner Doms aufbewahrt. Es wird nur zur Prozession geholt und anschließend zurückgebracht.
Das Zeremoniell der Übergabe vor Beginn der Reiterprozession findet seit 2015, nach fünfjähriger Unterbrechung, wieder im Schlosshof statt. Die Schlossstandarte, eine Nachbildung des Originals, wird vor dem Ritt an den Präsidenten der St. Sebastianus Bruderschaft Gymnich 1139 e. V. übergeben. Diese gibt er dann an seinen Standartenreiter weiter mit den Worten: "Reite sie in Ehren Gottes!". Ein Mitglied des Kirchenvorstandes übergibt die Kreuzpartikel an den Präsidenten der St. Kunibertus Schützengesellschaft. Er wiederum übergibt die Partikel an den Priester, der sie während des Rittes trägt.
Nach dem Auszug der Fußpilger beginnt auf dem Rittplatz vor dem geschmückten Ritt-Altar die Reitermesse.
Viele Pferde sind Leihpferde aus auswärtigen Reitställen, die am frühen Morgen (gegen halb sieben) ankommen und den Reitern übergeben werden. Bis Ende der 1960er wurden die Pferde ein-zwei Tage zuvor angeliefert, wo sie in Gymnich auf einem der etwa 70 Bauernhöfe übernachten konnten. Am Ritt nehmen jährlich über 200 Reiter aus Gymnich und Umgebung und etwa 600 Fußpilger teil.
Der Ritt führt heute auf asphaltierten Wegen um die Gemarkung Gymnichs. Bis zur Fertigstellung der Landstraße L495 Anfang der 1970er ging die Prozession auf der Dirmerzheimer Straße aus Gymnich heraus bis etwa 275 m vor die Ortschaft Dirmerzheim. Dort bog man nach rechts auf den Steinweg ab, ein schnurgerader, staubiger Feldweg, der größtenteils durch die L495 ersetzt wurde. Bei Mellerhöfe bog die Prozession nach links auf die K23 (Kohlstraße, Rektor-Meller-Straße) nach Mellerhöfe ab und bog am Wegkreuz des Hofes der Fam. Faßbender nach rechts ab, um in einem Bogen wieder auf den Steinweg in Rtg. Wissersheim weiterzuziehen. Seit der Fertigstellung des 1. Bauabschnitts der L495 ist Mellerhöfe nicht mehr mit einbezogen. Der Prozessionsweg führt seit dem von der Dirmerzheimer Straße auf die L495 und von dort direkt auf den Siedlerweg.
Kurz bevor die Fußpilger, die mit einer Stunde Vorsprung gestartet sind, die Ortslage Gymnich im Bereich Gymnicher Mühle erreichen, werden sie von den Reitern eingeholt. Über den Pilgerweg ziehen beide Gruppen hintereinander in den Ort hinein, wo alle Pilger an der Mariensäule (Kerpener Straße / Alter Burgweg) von einem Pfarrer zu Pferd gesegnet werden. Die Fußpilger ziehen weiter und warten auf der Hauptstraße im Bereich Kirche und Rittplatz, während Reiter sich erneut am Ritt-Altar aufstellen, wo gegen 13:00 Uhr der Schlusssegen erteilt wird.